# Benedikt af Nurcia
Benedikt af Nurcia levede fra ca. 480 til 547, dvs han blev omkring 67 år gammel. Benediktus blev født i Nurcia i Italien, og han grundlagde benediktinerordenen. Han blev sendt til Rom for at studere, men før han var færdig med studierne, flygtede han til Affile, hvor han boede med en ny familie. Efter et kort ophold dér, flygtede han igen til en hule i Aniodalen, hvor han boede i tre år, kun afbrudt når munken Romanus forsynede ham med de helt nødvendige ting som f.eks. mad. 
Derefter blev han valgt til abbed i et nærliggende kloster, men flygtede igen ud til sin hule, da munkene forsøgte at tage livet af ham med gift. Herude samlede han munke omkring sig, og de boede i 12 små klostre under hans ledelse. I ca. 529 drog han og nogle munke til Monte Cassino. Her grundlagde han et nyt kloster og nedskrev benediktinernes ordensregel (Benedikts Regel). Her stiftedes benediktinerordenen. Da han døde i ca. 547, blev han begravet på Monte Cassino. I 673 blev hans jordiske rester overført til et andet kloster i Frankrig. En af Benedikts attributter siges at være en tam ravn, der underholdt ham, da han boede i hulen.
I Danmark er han blevet kaldt Sankt Bendt, og har givet navn til Sankt Bendts Kirke i Ringsted.
1. ↑  Navnet er anført på engelsk og stammer fra Wikidata hvor navnet endnu ikke findes på dansk.